# Khủng bố trắng
Khủng bố trắng là những hành động bạo động của phong trào đối nghịch (thường là những người theo chủ nghĩa Quân chủ (phe Bảo hoàng) hay có tư tưởng Bảo thủ) để chống lại các cuộc cách mạng. Trong thế kỷ thứ 20 tại nhiều quốc gia, khủng bố trắng được áp dụng chống lại những người có tinh thần Xã hội chủ nghĩa và những người Cộng sản hoặc chỉ bị nghi ngờ là thuộc những thành phần này. Ngoài ra đây cũng là những biện pháp được dùng bởi các nước thực dân nhằm đập tan các cuộc đấu tranh giành lại Độc lập của nhiều dân tộc. 
Các chính sách bạo lực phát xuất từ các nhóm cách mạng, những người theo chủ nghĩa Cộng sản nhằm chống lại những nhóm phản cách mạng thì được gọi là Khủng bố Đỏ.

## Lịch sử

### Cách mạng Pháp
Từ này bắt đầu từ thời Cách mạng Pháp và từ màu trắng biểu hiệu cho triều đại Bourbon đã cai trị nước Pháp vào thời trước đó, đối nghịch với màu đỏ, được dùng bởi phe cách mạng hay cộng hòa.
Sau khi Maximilien de Robespierre, dẫn đầu Ủy ban An ninh công cộng (Comité de salut public), bị xử tử vào năm 1794, phe bảo hoàng thắng thế và đã săn đuổi và tiêu diệt những người thuộc phe, hoặc bị nghi ngờ là phe Jacobin, một thời kỳ rất rối ren.

### Cách mạng Nga
Khủng bố trắng được thực hiện bởi phe Bảo hoàng (nhóm quý tộc, sĩ quan, sau này các nhóm dân tộc thiểu số). Các cuộc xung đột giữa các phe "Trắng" và "Đỏ" (Bolshevik) xảy ra trực tiếp ngay sau cuộc Cách mạng Tháng Mười dẫn tới một cuộc nội chiến kéo dài tới 1920, gây ra cái chết cho tổng cộng khoảng 5 triệu người.
Khủng bố trắng từ cuộc cách mạng Nga nhắm tới thành phần Cộng sản và người Do thái, được gọi chung là chống lại phe "Bolshevik Do thái". Cuộc tấn công của "Quân đội Trắng" tình nguyện của tướng Denikin vào Ukraina mùa hè 1919 dẫn tới nhiều cuộc khủng bố các người Do thái sống ở đó, làm cho 150 ngàn người chết.
Theo sử gia Jörg Baberowski những hành động bạo lực này cũng tương tự như Khủng bố Đỏ, nhưng nó khác biệt ở chỗ không tuân theo những mục đích chính trị được trung ương đề ra, mà tùy theo mỗi địa phương và tùy theo quyết định của người cầm quyền nơi đó, một cuộc khủng bố hỗn loạn.
Trong cuộc nội chiến Nga, ước tính khoảng 100.000 người Do Thái thiệt mạng trong cuộc tàn sát gây ra bởi lực lượng ly khai Ukraina cầm đầu bởi Symon Petlyura và lực lượng trắng do Anton Deniki. Lực lượng vũ trang duy nhất trong cuộc Nội chiến Nga không khủng bố người Do Thái là Hồng quân Liên Xô. Do vậy, người Do Thái đã coi Hồng quân là người bảo vệ của họ, khủng bố trắng đã thúc đẩy thanh niên Do Thái gia nhập Hồng quân để trả thù quân Bạch Vệ

### Đài Loan
Ở Đài Loan, khủng bố trắng dùng để chỉ việc đàn áp các nhà bất đồng chính kiến dưới thời thiết quân luật từ ngày 19 tháng 5 năm 1949 cho tới 15 tháng 7 năm 1987, 38 năm và 57 ngày, sau khi chính quyền Trung Hoa Dân Quốc di tản tới Đài Loan. Trong khoảng thời gian đó 140 ngàn người đã bị bỏ tù và khoảng từ 3 tới 4 ngàn người bị tử hình. Đa số những người bị tử hình bị gán cho tội là làm gián điệp cho Trung Quốc.